# Andrew McIntosh, Baron McIntosh of Haringey
Andrew Robert McIntosh, Baron McIntosh of Haringey PC (* 30. April 1933 in London; † 27. August 2010) war ein britischer Politiker (Labour Party).

## Leben und Karriere

### Ausbildung und Beruf
McIntosh wurde in St Pancras im Norden Londons geboren. Er besuchte die Haberdasher Aske’s Hampstead School, die Royal Grammar School in High Wycombe und das Jesus College, wo er mit einem Master of Arts abschloss. An der Ohio State University war er von 1956 bis 1957 Fellow im Bereich Wirtschaftswissenschaften (Economics). 1957 kehrte er nach Großbritannien zurück und war für das Meinungsforschungsinstitut Gallup tätig. Anschließend arbeitete er für verschiedene Industrieunternehmen in der Marktforschung. 1965 gegründete er seine eigene Marktforschungsfirma IFF Research, die mit Kunden aus dem privaten, öffentlichen und dem gemeinnützigen Sektor zusammenarbeitete. Er war von 1965 bis 1981 Geschäftsführer (Managing Director) bei IFF Research. Von 1988 bis 1997 war er dort Stellvertretender Vorsitzender (Deputy Chairman).

### Politische Karriere
1963 wurde er in das Hornsey Borough Council gewählt und war nach dessen Neustrukturierung von 1964 bis 1968 Mitglied des Stadtrates des London Borough of Haringey. Dort wurde er Vorsitzender des Development Control Committee. Im Greater London Council vertrat er von 1973 bis 1983 den Wahlkreis Tottenham. Von 1977 bis 1980 war er Oppositionssprecher (Opposition Leader) für Planung und Kommunikation. 1980 wurde er dortiger Labour-Vorsitzender als Nachfolger von Sir Reginald Goodwin. Um zu gewinnen, musste sich McIntosh einer Kampfabstimmung gegen Ken Livingstone stellen, der als Anführer einer radikalen Gruppe in der Labour-Fraktion hervorgegangen war. McIntosh gewann mit 14 zu 13 Stimmen. Die Position von Livingstone war zuvor durch seine Opposition gegenüber von Goodwin geplanten Kürzungen gestärkt worden. Als die Labour Party 1981 die Wahl zum GLC gewann, wurde McIntosh Vorsitzender (Leader) der Labour-Fraktion. Am Tag nach der Wahl wurde McIntosh jedoch gestürzt und Livingstone zum Vorsitzenden der Labour-Fraktion und des gesamten GLC gewählt. Dieser Vorgang führte später zur Abschaffung des GLC und der Einführung des heutigen Bürgermeisteramtes. 1983 verließ McIntosh nach seiner Aufnahme ins House of Lords das GLC.
Im Juni 2003 wurde er zum Staatsminister für Medien und kulturelles Erbe (Parliamentary Under Secretary of State for Media and Heritage) beim Department for Culture Media and Sport unter Ministerin Tessa Jowell ernannt. Dieses Amt übte er bis 2005 aus. Seine Verantwortlichkeiten umfassten die Bereiche Rundfunk- und Pressefreiheit, kulturelles Erbe und Architektur, Bibliotheken und Glücksspiel. In dieser Eigenschaft wurde er mit Fragen zu den künftigen Eigentumsverhältnissen des Daily Telegraph konfrontiert, als der Streit zwischen Conrad Black und der Sun-Times Media Group, zuvor Hollinger International, seinen Höhepunkt erreichte. Nach zwei Jahren trat er zurück und wurde Präsident der Charity-Organisation Gamcare.
2005 wurde er Mitglied der Parlamentarischen Versammlung des Europarates und blieb dort bis zu seinem Tod tätig. Von 2008 bis zu seinem Tod war er dort Vorsitzender (Chairman) des Sub-Committee on the Media und seit Januar 2010 war er Vorsitzender des Committee on Culture, Science and Education. Nach der Verabschiedung der Resolution über „Bedrohungen des Lebens und der Freiheit der Rede von Journalisten“ am 27. Januar 2007 ernannte ihn der Europarat zu seinem Berichterstatter über Medienfreiheit. Er setzte sich für eine Verbesserung des Bologna-Prozesses ein.

## Mitgliedschaft im House of Lords
Im Dezember 1982 wurde McIntosh von Michael Foot als Life Peer vorgeschlagen. Am 17. Januar 1983 wurde er zum Life Peer als Baron McIntosh of Haringey, of Haringey in the County of Greater London, ernannt. Er hielt am 9. Februar 1983 seine Antrittsrede. Im gleichen Jahr wurde er Oppositionssprecher für Wirtschaftsangelegenheiten (Industry Matters), ab 1985 auch für Bildung und Wissenschaft bis 1987. Ab 1987 war er Sprecher für Umwelt und Kommunale Verwaltung. 1992 wurde er zum stellvertretenden Oppositionsvorsitzenden (Leader) im House of Lords unter Ivor Richard gewählt und wurde auch Sprecher für Inneres. Er setzte sich für ein Absenken des Einwilligungssalters (Age of Consent) bei homosexuellen Kontakten ein. 1997 wurde er stellvertretender leitender Whip der Regierung (Government Deputy Chief Whip) und Captain of the Yeomen of the Guard als Nachfolger von Nicholas Cavendish, 6. Baron Chesham. In seiner Amtszeit setzte die Labour-Regierung im House of Lords Act 1999 den Ausschluss der meisten Hereditary Peers aus dem Oberhaus durch. Es gehörte zu McIntoshs Aufgaben den Betrieb im House of Lords trotz der Verstimmung vieler konservativer Peers weiterhin am Laufen zu halten. 2003 wurde Bryan Davies, Baron Davies of Oldham, sein Nachfolger. Von 1997 bis 2001 war er Deputy Chair of Committees. Er war von 1997 bis 2005 auch Sprecher im House of Lords für das britische Finanzministerium (HM Treasury). Von 1999 bis 2002 war er Deputy Speaker des Oberhauses. Zum letzten Mal meldete er sich am 28. Juni 2010 dort zu Wort. Am 13. Juli 2010 war er zuletzt bei einer Abstimmung anwesend.

## Weitere Ämter und Ehrungen
McIntosh war von 1963 bis 1967 Herausgeber des Journals der Market Research Society, später wurde er von 1972 bis 1973 Vorsitzender und von 1995 bis 1998 Präsident der Gesellschaft. Von 1967 bis 1968 war er Mitglied des Metropolitan Water Board und von 1974 bis 1980 Vorsitzender der Association of Neighbourhood Councils.
An der Drayton School in Tottenham war er von 1967 bis 1983 als Direktor (Governor) tätig. Von 1983 bis 1992 war er Vorsitzender der St Vincent de Paul Society (SVP) in Großbritannien. Von 1985 bis 1986 war McIntosh Vorsitzender (Chairman) der Fabian Society. Am Working Men’s College in Camden war er von 1988 bis 1997 ehrenamtlicher Rektor (Honorary Principal). Seit 2007 war er Visiting Research Fellow des Policy Studies Institute an der University of Westminster und seit 2008 Honorarprofessor für den Bereich Angewandte Sozialwissenschaften an der University of Salford.
Er wurde Ehrenmitglied der National Secular Society und verdienter Unterstützer (Distinguished Supporter) der British Humanist Association, sowie stellvertretender Vorsitzender (Vice-Chair) der All Party Parliamentary Humanist Group. 2002 wurde er Mitglied des Privy Council.

## Privates
McIntosh war seit 1962 mit der Universitätsprofessorin für Angewandte Sozialwissenschaften Naomi Sargant verheiratet. Sie starb 2006. Er hatte zwei Söhne und einen Stiefsohn. McIntosh starb am 27. August 2010 im Alter von 77 Jahren nach längerer Lungenkrebserkrankung. Er wurde am 8. September in einer humanistischen Zeremonie beigesetzt.